# Латынин, Валерий Анатольевич
Валерий Анатольевич Латынин (род. 19 мая 1953) — российский поэт, прозаик, журналист, переводчик. Член Союза писателей России и Сербии, лауреат всероссийских и международных литературных премий. Полковник запаса.

## Биография
Родился 19 мая 1953 году в Константиновке, Ростовской области в семье сельских учителей. В 1970 году завершил обучение в школе и успешно сдал вступительные экзамены в Алма-Атинское высшее общевойсковое командное училище. Студентом активно участвовал в работе военной газеты «Боевое Знамя», в литературном объединении. Начал писать стихи и репортажи о буднях курсантов. В 1974 году завершил обучение в училище и был направлен в танковую дивизию в Прикарпатский военный округ, стал командовать учебным мотострелковым взводом. В 1975 году утвержден в должности корреспондента дивизионной газеты «Гвардейская слава».
С 1980 по 1982 годы работал ответственным секретарём в Тюменской области, в солдатской газете. Принимал участие в строительстве газопровода «Уренгой — Помары — Ужгород», освещал ход работ. Позже был назначен на должность редактора дивизионной газеты, а затем стал трудиться начальником отдела в окружной газете в городе Новосибирске.
С 1981 по 1987 годы заочно проходил обучение в Литературном институте имени А. М. Горького.
В 1986 году, на основании приказа министра обороны был направлен для работы в редакцию военного журнала «Советский воин», в отдел художественной литературы. В 1989 году стал работать в Военном издательстве МО СССР в редакции художественной литературы.
Валерий Латынин стоял у истоков образования казачьего землячества в столице страны. В 1990 его кандидатуру поддержали и он стал сопредседателем организационного комитета по созданию Союза казаков, позже избран товарищем атамана.
С 1990 по 1993 годы избирался депутатом Солнцевского районного Совета народных депутатов города Москвы.
С 1993 по 1995 годы являлся атаманом Московского землячества. В 1994 году в звании полковника был уволен из рядов армии в запас.
Участник военного конфликта в Приднестровье.
В 1997 году являлся помощником генерала Александра Лебедя, был координирующим работу в Южной России.
С 1998 по 2002 годы работал в должности помощника губернатора Красноярского края. После смерти генерала Лебедя стал руководить военно-патриотическими программами в Фонде Андрея Первозванного и в Центре национальной славы России. Является членом Высшего совета Ассоциации Витязей, членом Войскового правления Центрального казачьего войска.
С 1984 года член союза журналистов. С 1992 года член Союза писателей России и Сербии. Его труды были опубликованы в журналах «Наш современник», «Молодая гвардия», «Знамя», «Огонёк», «Москва», «Нива», «Дон», «Роман-журнал ХХ I век», «Сибирские огни», «Кубань», «Простор», «Отзывы» (Черногория), «Дружба» (советско-болгарский), «Лачин» (Дагестан), «Паруса» (Украина), «Знаки» (Болгария), в газетах: «Слово», «Литературной газете», «Российский писатель», «Правда», «Красная звезда» и других периодических изданиях.
Активно занимается художественной литературой, автор многих книг и очерков, его стихи и проза печатались в различных сборниках российской литературы. Лауреат всероссийской литературной премии имени А. В. Суворова, международной премии «Облака».
Биографическая статья о Валерии Латынине имеется в энциклопедию «Казачество». Проживает в Москве.
В 2022 году подписал письмо в поддержку российского военного вторжения на Украину.

## Награды
- Медаль «За труды в культуре и искусстве» (30 мая 2025 года) — за вклад в развитие отечественной культуры и искусства, многолетнюю плодотворную деятельность[9],
- орден «Казачья слава»,
- крест «За заслуги перед казачеством России» (всех 4-х степеней),
- медаль Патриарха Московского и всея Руси имени Святого благоверного князя Даниила Московского.

## Премии
- Лауреат премии имени Генералиссимуса А. В. Суворова,
- Лауреат премии имени С. А. Есенина,
- Лауреат премии имени В. В. Маяковского,
- Лауреат премии имени С. В. Михалкова,
- Лауреат премии имени А. С. Грибоедова,
- Лауреат премии «Золотое перо»,
- Лауреат премии имени Бранко Радичевича (Сербия),
- Лауреат премии «Видов дан» (Республика Сербская),
- Лауреат премии «Серебряное летящее перо» (Болгария).